# Krakatau (groupe)
Pour les articles homonymes, voir Krakatau (homonymie).
Krakatau est un groupe de musiciens indonésien de Bandung ayant réalisé la fusion entre gamelan et jazz. Formé en 1985, le groupe a sorti 8 albums et a joué en Indonésie, au Japon, en Chine et en Malaisie.

## Composition du groupe
- Ade Rudiana
- Yoyon Dharsono
- Zainal Arifin
- Budhy Haryono
- Pra Budi Dharma
- Nya Ina Raseuki
- Dwiki Dharmawan
- Trie Utami
- Indra Lesmana
- Gilang Ramadhan
- Donny Suhendra
- Gerry Herb